# Burnsita
La burnsita és un mineral de la classe dels òxids. Rep el nom en honor de Peter Carman Burns (1966), cristal·lògraf canadenc i professor de mineralogia de la Universitat de Notre Dame, a Indiana (Estats Units), en reconeixement de les seves importants contribucions a la mineralogia estructural.

## Característiques
La burnsita és un òxid de fórmula química KCdCu₇2+(SeO₃)₂O₂Cl9. Va ser aprovada com a espècie vàlida per l'Associació Mineralògica Internacional l'any 2000.
Segons la classificació de Nickel-Strunz, la burnsita pertany a «04.JG - Selenits amb anions addicionals, sense H₂O» juntament amb els següents minerals: prewittita, georgbokiïta, parageorgbokiïta, cloromenita, ilinskita, sofiïta, francisita, derriksita i al·localcoselita.

## Formació i jaciments
Va ser descoberta al segon con d'escòria de l'avanç nord de la Gran erupció fissural del volcà Tolbàtxik, un volcà rus que es troba a l'óblast de Kamtxatka, al Districte Federal de l'Extrem Orient. Es tracta de l'únic indret on ha estat descrita aquesta espècie mineral.